# Нижний Ингаш
Ни́жний Инга́ш — посёлок городского типа, административный центр Нижнеингашского района Красноярского края России. Железнодорожная станция Ингашская на Транссибирской магистрали, участок Красноярск — Тайшет, автодорога Р255 (М53) Новосибирск — Красноярск — Иркутск. Трасса проходит через центр посёлка. Глава Нижнеингашского района Малышкин Петр Александрович 

## История
Населённый пункт основан в 1775 году. Старейшие сведения о поселении датированы 1775 годом. Деревня под названием Малая Ингашка возникла в ходе прокладки Московско-Сибирского тракта, и первоначально в ней проживали рабочие, занятые в строительстве. Позже село известно под название Ингашево. В 1899 году в поселении открыли железнодорожную станцию Ингашскую, которая активизировала здешнюю экономическую жизнь. В 1924 году Нижний Ингаш (такое название упоминается с начала 20 века) как самое крупное поселение округи получил статус центра района.
С установлением советской власти родилась новая власть из представителей народа. Некоторые из них – Зябков Василий, Бабушкин Андрей, были жестоко убиты белогвардейцами и кулаками. В годы гражданской войны, отступающие через Нижний Ингаш колчаковцы заходили в церковь, молились за сбережение святой Руси. Особой страницей являются годы Великой Отечественной войны. Многие нижнеингашцы ушли на фронт, многие ковали победу в тылу. На центральной площади сооружён мемориал Памяти, здесь увековечены имена земляков-героев Советского Союза: П.М.Бахарева, Н.Н.Женченко, П.А.Рубанова, А.К.Корнеева, В.П.Лаптева, Б.М.Катышева и всех нижнеингашцев защищавших отчизну в лихие годы.
Статус посёлка городского типа — с 1961 года.

## Население
| 1939  | 1959  | 1970  | 1979  | 1989  | 2002  | 2007  |
| ----- | ----- | ----- | ----- | ----- | ----- | ----- |
| 5100  | ↗6570 | ↗8760 | ↘7715 | ↗8028 | ↗8592 | ↘7460 |
| 2009  | 2010  | 2012  | 2013  | 2014  | 2015  | 2016  |
| ↘7413 | ↗7583 | ↘7395 | ↘7252 | ↘7158 | ↘7062 | ↘7022 |
| 2017  | 2020  | 2021  |       |       |       |       |
| ↗7087 | ↘6946 | ↘6831 |       |       |       |       |

## Социальная инфраструктура
Социальное обеспечение
Пенсионный фонд России начал свою деятельность в Нижнем Ингаше в 1991 году. Он выполняет функции назначения, перерасчёта и выплаты пенсий. Возглавляет организацию Костюкова Надежда Григорьевна.
Управление социальной защиты населения возглавляет с 1997 года. Мартынович Сергей Александрович. Управление решает вопросы социальной поддержки и социального обслуживания населения в Нижнеингашском районе.
«Комплексный центр социальной защиты населения» был открыт в 1999 году. Учреждение осуществляет социальное обслуживание граждан на дому, предоставляет социально-реабилитационные услуги, полустационарное социальное обслуживание, проводит культурно-массовые мероприятия, лектории, заседания клуба по интересам «Общение».
В октябре 2000 года в посёлке появился «Реабилитационный центр для детей и подростков с ограниченными возможностями» под руководством Кольвинковского Владимира Александровича. А в 2010 году учреждение было переименовано в «Центр социальной помощи семье и детям», основными задачами которого являются: выявление семей, нуждающихся в социальной помощи, реабилитации и поддержке; профилактика правонарушений несовершеннолетних, защита их прав; оказание детям и подросткам квалифицированной социально-медицинской, социально-психологической, социально-педагогической помощи.
Здравоохранение
Медицинское обслуживание в посёлке осуществляет центральная районная больница с родильным домом, хирургическим, инфекционным и гинекологическим отделениями. Работает районная поликлиника с отделениями терапевтическим, детским и скорой помощи.
Действует отдел ветеринарии, работает ряд аптек.

## Образование
В посёлке работают несколько общеобразовательных учреждений (Нижнеингашская средняя общеобразовательная школа № 1 имени кавалера ордена Славы трех степеней П. И. Шатова, Нижнеингашская средняя школа № 2 имени Б. М. Катышева)
3 дошкольных образовательных учреждения (Детский сад «Сказка», Детский сад «Колокольчик», Детский сад № 3 «Ромашка»)
Детская школа искусств, работающая по трём направлениям (музыкальное искусство; хореографическое искусство; изобразительное искусство)
Клуб для детей и подростков «Галактика», станция юных натуралистов.

## Культура
В культурно-досуговой сфере посёлка работает Районный дом культуры.
Действует краеведческий музей. Музейные экспозиции посвящены истории района, его замечательным людям и предприятиям.
3 поселковых библиотеки (Центральная детская, Центральная межпоселенческая имени Н.С.Устиновича, Шпалозаводская) 
В поселке Нижний Ингаш установлен памятник литовцам, погибшим во времена сталинских репрессий
Мемориал Памяти, установленный на главной площади поселка Нижний Ингаш, посвящен участникам ВОВ
Интересен памятник первым механизатором — старый трактор 1930 года выпуска марки «СТЗ-ХТЗ».